# Llista de topònims de Castelló de Farfanya
Llista de topònims (noms propis de lloc) del municipi de Castelló de Farfanya, a la Noguera
Informació actualitzada per un bot. Els canvis manuals es perdran quan s'actualitzi!

## cabana
| imatge | Nom                       | Ubicat a             | instància de | Detalls | coordenades                                                          | Protecció | Commons (més fotos) | Dades a WD                    |
| ------ | ------------------------- | -------------------- | ------------ | ------- | -------------------------------------------------------------------- | --------- | ------------------- | ----------------------------- |
|        | Corral Roig               | Castelló de Farfanya | cabana       |         | 41° 50′ 14″ N, 0° 41′ 39″ E / 41.8373562814743°N,0.694057440756729°E |           |                     | Modifica les dades a Wikidata |
|        | Torre de Canelles         | Castelló de Farfanya | cabana       |         | 41° 50′ 16″ N, 0° 42′ 29″ E / 41.837725017039°N,0.70816525750527°E   |           |                     | Modifica les dades a Wikidata |
|        | cabana d'Antònio Armengol | Castelló de Farfanya | cabana       |         | 41° 49′ 30″ N, 0° 41′ 18″ E / 41.8249014644298°N,0.688267568522606°E |           |                     | Modifica les dades a Wikidata |
|        | cabana d'en Rafel         | Castelló de Farfanya | cabana       |         | 41° 48′ 44″ N, 0° 40′ 50″ E / 41.8123457375466°N,0.680617538979238°E |           |                     | Modifica les dades a Wikidata |
|        | cabana de Pere Ribera     | Castelló de Farfanya | cabana       |         | 41° 48′ 15″ N, 0° 42′ 35″ E / 41.8040565115482°N,0.70960028231856°E  |           |                     | Modifica les dades a Wikidata |
|        | cabana de Tarroja         | Castelló de Farfanya | cabana       |         | 41° 49′ 55″ N, 0° 42′ 29″ E / 41.8318748220262°N,0.708162788306707°E |           |                     | Modifica les dades a Wikidata |
|        | cabana de l'Estanquer     | Castelló de Farfanya | cabana       |         | 41° 47′ 32″ N, 0° 42′ 34″ E / 41.7922908101324°N,0.709417671068031°E |           |                     | Modifica les dades a Wikidata |
|        | cabana del Genovès        | Castelló de Farfanya | cabana       |         | 41° 50′ 46″ N, 0° 42′ 59″ E / 41.845992581458°N,0.7163012355441°E    |           |                     | Modifica les dades a Wikidata |
|        | cabana del Parrot         | Castelló de Farfanya | cabana       |         | 41° 46′ 47″ N, 0° 43′ 32″ E / 41.7798044953847°N,0.725540312145791°E |           |                     | Modifica les dades a Wikidata |
|        | caseta d'en Canelles      | Castelló de Farfanya | cabana       |         | 41° 49′ 53″ N, 0° 43′ 00″ E / 41.8313158423469°N,0.716720441992338°E |           |                     | Modifica les dades a Wikidata |
|        | cobert d'en Manuel        | Castelló de Farfanya | cabana       |         | 41° 48′ 56″ N, 0° 43′ 16″ E / 41.8154987044829°N,0.721135066707749°E |           |                     | Modifica les dades a Wikidata |
|        | cobert d'en Ton           | Castelló de Farfanya | cabana       |         | 41° 49′ 01″ N, 0° 43′ 29″ E / 41.8168648309142°N,0.724626135037896°E |           |                     | Modifica les dades a Wikidata |
|        | cobert d'Àngel Ros        | Castelló de Farfanya | cabana       |         | 41° 48′ 35″ N, 0° 43′ 40″ E / 41.809793649126°N,0.727741526074726°E  |           |                     | Modifica les dades a Wikidata |
|        | cobert del Morano         | Castelló de Farfanya | cabana       |         | 41° 48′ 58″ N, 0° 44′ 12″ E / 41.8161230625808°N,0.736763699670648°E |           |                     | Modifica les dades a Wikidata |
|        | corral del Carrenyo       | Castelló de Farfanya | cabana       |         | 41° 49′ 08″ N, 0° 44′ 16″ E / 41.8188465111564°N,0.737859679035737°E |           |                     | Modifica les dades a Wikidata |
|        | era d'Antoni Llobet       | Castelló de Farfanya | cabana       |         | 41° 48′ 46″ N, 0° 43′ 47″ E / 41.81286801403°N,0.729727506643269°E   |           |                     | Modifica les dades a Wikidata |
|        | era d'Antònio Cerveró     | Castelló de Farfanya | cabana       |         | 41° 48′ 58″ N, 0° 43′ 24″ E / 41.8162190390542°N,0.723396941511445°E |           |                     | Modifica les dades a Wikidata |
|        | era d'en Bautista Rius    | Castelló de Farfanya | cabana       |         | 41° 48′ 40″ N, 0° 43′ 48″ E / 41.8112418901337°N,0.729929413170246°E |           |                     | Modifica les dades a Wikidata |
|        | era d'en Jaume            | Castelló de Farfanya | cabana       |         | 41° 48′ 41″ N, 0° 43′ 54″ E / 41.8113118890487°N,0.731648397184545°E |           |                     | Modifica les dades a Wikidata |
|        | era d'en Josep            | Castelló de Farfanya | cabana       |         | 41° 48′ 57″ N, 0° 43′ 23″ E / 41.815966500442°N,0.722924328640576°E  |           |                     | Modifica les dades a Wikidata |
|        | era de Canelles           | Castelló de Farfanya | cabana       |         | 41° 50′ 15″ N, 0° 42′ 28″ E / 41.837369318483°N,0.707749887991052°E  |           |                     | Modifica les dades a Wikidata |
|        | era de Jaume Bernat       | Castelló de Farfanya | cabana       |         | 41° 48′ 43″ N, 0° 43′ 40″ E / 41.8120623301915°N,0.727697422055193°E |           |                     | Modifica les dades a Wikidata |
|        | era del Carlos            | Castelló de Farfanya | cabana       |         | 41° 48′ 40″ N, 0° 43′ 32″ E / 41.8111533237157°N,0.725454358786394°E |           |                     | Modifica les dades a Wikidata |
|        | era del Tremendo          | Castelló de Farfanya | cabana       |         | 41° 49′ 50″ N, 0° 40′ 48″ E / 41.8306595835613°N,0.679944159567136°E |           |                     | Modifica les dades a Wikidata |
|        | pleta d'Emplanes          | Castelló de Farfanya | cabana       |         | 41° 50′ 38″ N, 0° 44′ 20″ E / 41.8439572204706°N,0.738853854786515°E |           |                     | Modifica les dades a Wikidata |
|        | pleta de la Plana de Dalt | Castelló de Farfanya | cabana       |         | 41° 48′ 47″ N, 0° 41′ 15″ E / 41.8129911807382°N,0.687612646199473°E |           |                     | Modifica les dades a Wikidata |

## casa
| imatge | Nom                                 | Ubicat a             | instància de | Detalls                                                               | coordenades                                                                                          | Protecció                                  | Commons (més fotos)                 | Dades a WD                    |
| ------ | ----------------------------------- | -------------------- | ------------ | --------------------------------------------------------------------- | --- | ------------------------------------------ | ----------------------------------- | ----------------------------- |
|        | Casa dels Ducs d'Alba               | Castelló de Farfanya | casa         | Estil: arquitectura popular arquitectura del Renaixement 17th century | 41° 49′ 14″ N, 0° 43′ 40″ E / 41.820464°N,0.727904°E ca:Pl. Major, 11 326 msnm                       | bé integrant del patrimoni cultural català | Casa dels Ducs d'Alba               | Modifica les dades a Wikidata |
|        | Casa pairal dels Vila               | Castelló de Farfanya | casa         | Estil: arquitectura del Renaixement 16th century                      | 41° 49′ 13″ N, 0° 43′ 38″ E / 41.820245°N,0.727301°E ca:Plaça Major, 4, Castelló 326 msnm            | bé integrant del patrimoni cultural català | Casa pairal dels Vila               | Modifica les dades a Wikidata |
|        | casa al carrer Sant Domènec, 1      | Castelló de Farfanya | casa         | Estil: arquitectura neoclàssica 18th century                          | 41° 49′ 14″ N, 0° 43′ 41″ E / 41.820638°N,0.728087°E ca:Carrer de Sant Domènec, 1, Castelló 221 msnm | bé integrant del patrimoni cultural català | Casa al carrer Sant Domènec, 1      | Modifica les dades a Wikidata |
|        | habitatge al carrer Sant Antoni, 26 | Castelló de Farfanya | casa         | Estil: arquitectura popular 18th century                              | 41° 49′ 12″ N, 0° 43′ 41″ E / 41.819917°N,0.728152°E ca:Carrer de Sant Antoni, 26, Castelló 322 msnm | bé integrant del patrimoni cultural català | Habitatge al carrer Sant Antoni, 26 | Modifica les dades a Wikidata |
|        | habitatge al carrer Sant Domènec, 7 | Castelló de Farfanya | casa         | Estil: arquitectura del Renaixement arquitectura popular 18th century | 41° 49′ 15″ N, 0° 43′ 41″ E / 41.820698°N,0.72814°E ca:Carrer de Sant Domènec, 7, Castelló 322 msnm  | bé integrant del patrimoni cultural català | Habitatge al carrer Sant Domènec, 7 | Modifica les dades a Wikidata |
|        | habitatge al carrer Torrent, 4      | Castelló de Farfanya | casa         | Estil: arquitectura popular 17th century                              | 41° 49′ 13″ N, 0° 43′ 41″ E / 41.820293°N,0.727925°E ca:Carrer del Torrent, 4, Castelló 321 msnm     | bé integrant del patrimoni cultural català | Habitatge al carrer Torrent, 4      | Modifica les dades a Wikidata |

## església
| imatge | Nom                                 | Ubicat a             | instància de | Detalls                                                               | coordenades                                                       | Protecció                                  | Commons (més fotos)                             | Dades a WD                    |
| ------ | ----------------------------------- | -------------------- | ------------ | --------------------------------------------------------------------- | ----------------------------------------------------------------- | ------------------------------------------ | ----------------------------------------------- | ----------------------------- |
|        | Sant Miquel de Castelló de Farfanya | Castelló de Farfanya | església     | Estil: arquitectura romànica arquitectura gòtica arquitectura barroca | 41° 49′ 14″ N, 0° 43′ 39″ E / 41.820542°N,0.727636°E 326 msnm     | bé integrant del patrimoni cultural català | Sant Miquel de Castelló de Farfanya             | Modifica les dades a Wikidata |
|        | Santa Maria de Castelló de Farfanya | Castelló de Farfanya | església     | Estil: arquitectura gòtica 14th century                               | 41° 49′ 17″ N, 0° 43′ 35″ E / 41.82127778°N,0.72645278°E 365 msnm |                                            | Santa Maria del Castell de Castelló de Farfanya | Modifica les dades a Wikidata |

## font
| imatge | Nom                    | Ubicat a             | instància de | Detalls                                  | coordenades                                                                       | Protecció                                  | Commons (més fotos)          | Dades a WD                    |
| ------ | ---------------------- | -------------------- | ------------ | ---------------------------------------- | --------------------------------------------------------------------------------- | ------------------------------------------ | ---------------------------- | ----------------------------- |
|        | Font pública           | Castelló de Farfanya | font         | Estil: arquitectura barroca 18th century | 41° 49′ 15″ N, 0° 43′ 39″ E / 41.820791°N,0.727624°E ca:Plaça de la Font 253 msnm | bé integrant del patrimoni cultural català | Font de Castelló de Farfanya | Modifica les dades a Wikidata |
|        | font Ribera            | Castelló de Farfanya | font         |                                          | 41° 49′ 33″ N, 0° 41′ 56″ E / 41.825832974608°N,0.69895705727551°E                |                                            |                              | Modifica les dades a Wikidata |
|        | font de les Carenilles | Castelló de Farfanya | font         |                                          | 41° 49′ 58″ N, 0° 42′ 17″ E / 41.8327901606041°N,0.704842607587989°E              |                                            |                              | Modifica les dades a Wikidata |

## granja
| imatge | Nom                           | Ubicat a             | instància de | Detalls | coordenades                                                                   | Protecció | Commons (més fotos) | Dades a WD                    |
| ------ | ----------------------------- | -------------------- | ------------ | ------- | ----------------------------------------------------------------------------- | --------- | ------------------- | ----------------------------- |
|        | Granges de Maria Morana       | Castelló de Farfanya | granja       |         | 41° 49′ 20″ N, 0° 43′ 45″ E / 41.8221769297554°N,0.729097538777987°E          |           |                     | Modifica les dades a Wikidata |
|        | Granges de Torrodà            | Castelló de Farfanya | granja       |         | 41° 46′ 24″ N, 0° 43′ 46″ E / 41.7734243627371°N,0.729447342996563°E 273 msnm |           |                     | Modifica les dades a Wikidata |
|        | Granges del Corçà             | Castelló de Farfanya | granja       |         | 41° 48′ 44″ N, 0° 43′ 28″ E / 41.8123324261607°N,0.724509747861569°E          |           |                     | Modifica les dades a Wikidata |
|        | Granges del Parrot            | Castelló de Farfanya | granja       |         | 41° 47′ 41″ N, 0° 41′ 59″ E / 41.7947808799543°N,0.699725009635234°E          |           |                     | Modifica les dades a Wikidata |
|        | Granja d'en Ramiro            | Castelló de Farfanya | granja       |         | 41° 49′ 09″ N, 0° 43′ 23″ E / 41.8192116879264°N,0.723074181719571°E          |           |                     | Modifica les dades a Wikidata |
|        | Granja d'en Rando             | Castelló de Farfanya | granja       |         | 41° 49′ 05″ N, 0° 43′ 31″ E / 41.8180213993751°N,0.725271420931315°E          |           |                     | Modifica les dades a Wikidata |
|        | Granja de Joan del Pere       | Castelló de Farfanya | granja       |         | 41° 49′ 39″ N, 0° 43′ 36″ E / 41.8273987408509°N,0.726733462638442°E          |           |                     | Modifica les dades a Wikidata |
|        | Granja de Josep Rúbies        | Castelló de Farfanya | granja       |         | 41° 48′ 36″ N, 0° 43′ 37″ E / 41.8101021670558°N,0.726948152275763°E          |           |                     | Modifica les dades a Wikidata |
|        | Granja de Pere Nadal          | Castelló de Farfanya | granja       |         | 41° 49′ 15″ N, 0° 43′ 51″ E / 41.8207179212671°N,0.730918983710745°E          |           |                     | Modifica les dades a Wikidata |
|        | Granja de Sant Tomàs          | Castelló de Farfanya | granja       |         | 41° 50′ 48″ N, 0° 45′ 17″ E / 41.846752331653°N,0.75481724687865°E            |           |                     | Modifica les dades a Wikidata |
|        | Granja de l'Americà           | Castelló de Farfanya | granja       |         | 41° 48′ 54″ N, 0° 44′ 22″ E / 41.8150940296408°N,0.739388304114392°E          |           |                     | Modifica les dades a Wikidata |
|        | Granja del Coca               | Castelló de Farfanya | granja       |         | 41° 48′ 53″ N, 0° 43′ 12″ E / 41.8147742673643°N,0.7200291129516°E            |           |                     | Modifica les dades a Wikidata |
|        | Granja del Mestres            | Castelló de Farfanya | granja       |         | 41° 49′ 50″ N, 0° 43′ 37″ E / 41.8306424932663°N,0.726811309442333°E          |           |                     | Modifica les dades a Wikidata |
|        | Granja del Torricó            | Castelló de Farfanya | granja       |         | 41° 47′ 02″ N, 0° 42′ 25″ E / 41.78402540384°N,0.706824103098288°E            |           |                     | Modifica les dades a Wikidata |
|        | Granja dels Forats de la Pala | Castelló de Farfanya | granja       |         | 41° 48′ 35″ N, 0° 44′ 06″ E / 41.8096856908657°N,0.735040282998324°E          |           |                     | Modifica les dades a Wikidata |

## masia
| imatge | Nom                  | Ubicat a             | instància de | Detalls                     | coordenades                                                          | Protecció                                  | Commons (més fotos) | Dades a WD                    |
| ------ | -------------------- | -------------------- | ------------ | --------------------------- | -------------------------------------------------------------------- | ------------------------------------------ | ------------------- | ----------------------------- |
|        | Mas de Torredà       | Castelló de Farfanya | masia        | Estil: arquitectura popular |                                                                      |                                            |                     | Modifica les dades a Wikidata |
|        | Mas de la Torreta    | Castelló de Farfanya | masia        | Estil: arquitectura popular | 41° 47′ 11″ N, 0° 43′ 43″ E / 41.786493°N,0.728523°E                 | bé integrant del patrimoni cultural català |                     | Modifica les dades a Wikidata |
|        | Torre d'en Baró      | Castelló de Farfanya | masia        |                             | 41° 49′ 52″ N, 0° 43′ 19″ E / 41.8311484023393°N,0.721892357933052°E |                                            |                     | Modifica les dades a Wikidata |
|        | Torre de Florejacs   | Castelló de Farfanya | masia        |                             | 41° 47′ 12″ N, 0° 43′ 41″ E / 41.7865563657612°N,0.728129440655779°E |                                            |                     | Modifica les dades a Wikidata |
|        | Torre de Pere Alonso | Castelló de Farfanya | masia        |                             | 41° 49′ 13″ N, 0° 43′ 50″ E / 41.82023450736°N,0.730610982839026°E   |                                            |                     | Modifica les dades a Wikidata |
|        | Torre de la Plana    | Castelló de Farfanya | masia        |                             | 41° 47′ 30″ N, 0° 41′ 10″ E / 41.791599727863°N,0.686179729756387°E  |                                            |                     | Modifica les dades a Wikidata |
|        | el Ges Gros          | Castelló de Farfanya | masia        |                             | 41° 49′ 42″ N, 0° 43′ 38″ E / 41.828435919166°N,0.727262695182314°E  |                                            |                     | Modifica les dades a Wikidata |
|        | la Fassina           | Castelló de Farfanya | masia        |                             | 41° 49′ 17″ N, 0° 43′ 48″ E / 41.8213726947246°N,0.729872451941804°E |                                            |                     | Modifica les dades a Wikidata |

## muntanya
| imatge | Nom                         | Ubicat a                                                        | instància de | Detalls | coordenades                                                         | Protecció | Commons (més fotos)         | Dades a WD                    |
| ------ | --------------------------- | --------------------------------------------------------------- | ------------ | ------- | ------------------------------------------------------------------- | --------- | --------------------------- | ----------------------------- |
|        | Roca Roja                   | Os de Balaguer Castelló de Farfanya                             | muntanya     |         | 41° 51′ 09″ N, 0° 45′ 39″ E / 41.85240444°N,0.76073333°E 608.2 msnm |           |                             | Modifica les dades a Wikidata |
|        | Torreta dels Quatre Batlles | Os de Balaguer les Avellanes i Santa Linya Castelló de Farfanya | muntanya     |         | 41° 51′ 06″ N, 0° 46′ 08″ E / 41.85164056°N,0.76892778°E 616 msnm   |           | Torreta dels Quatre Batlles | Modifica les dades a Wikidata |
|        | Tossal Gros                 | Os de Balaguer Castelló de Farfanya                             | muntanya     |         | 41° 50′ 58″ N, 0° 44′ 31″ E / 41.84930556°N,0.74185°E 545.8 msnm    |           |                             | Modifica les dades a Wikidata |
|        | Tossal de les Forques       | Castelló de Farfanya                                            | muntanya     |         | 41° 49′ 23″ N, 0° 44′ 03″ E / 41.823°N,0.734088°E 416.9 msnm        |           |                             | Modifica les dades a Wikidata |
|        | Tossal del Senyor           | Castelló de Farfanya                                            | muntanya     |         | 41° 49′ 39″ N, 0° 43′ 05″ E / 41.8276°N,0.717969°E 444.07 msnm      |           |                             | Modifica les dades a Wikidata |
|        | la Font Ribera              | Castelló de Farfanya                                            | muntanya     |         | 41° 49′ 42″ N, 0° 41′ 50″ E / 41.82835833°N,0.69712222°E 508.2 msnm |           |                             | Modifica les dades a Wikidata |
|        | la Tossa                    | Castelló de Farfanya                                            | muntanya     |         | 41° 49′ 54″ N, 0° 43′ 59″ E / 41.83153333°N,0.73316944°E 421 msnm   |           |                             | Modifica les dades a Wikidata |

## serra
| imatge | Nom               | Ubicat a                                    | instància de | Detalls | coordenades                                                         | Protecció | Commons (més fotos)    | Dades a WD                    |
| ------ | ----------------- | ------------------------------------------- | ------------ | ------- | ------------------------------------------------------------------- | --------- | ---------------------- | ----------------------------- |
|        | Serra Llarga      | Algerri Castelló de Farfanya                | serra        |         | 41° 48′ 52″ N, 0° 40′ 52″ E / 41.81452222°N,0.68116389°E 439 msnm   |           | Serra Llarga (Algerri) | Modifica les dades a Wikidata |
|        | Serra de Sojorn   | Castelló de Farfanya Os de Balaguer         | serra        |         | 41° 51′ 06″ N, 0° 45′ 24″ E / 41.8518°N,0.756544°E 608.2 msnm       |           |                        | Modifica les dades a Wikidata |
|        | serra de Boïgues  | Castelló de Farfanya                        | serra        |         | 41° 49′ 53″ N, 0° 41′ 18″ E / 41.83143056°N,0.68831389°E            |           |                        | Modifica les dades a Wikidata |
|        | serra de Mont-ras | Castelló de Farfanya Os de Balaguer         | serra        |         | 41° 50′ 41″ N, 0° 44′ 04″ E / 41.84479167°N,0.7345425°E 485.4 msnm  |           |                        | Modifica les dades a Wikidata |
|        | serra de l'Àliga  | Algerri Castelló de Farfanya Os de Balaguer | serra        |         | 41° 50′ 35″ N, 0° 40′ 39″ E / 41.84315556°N,0.67752222°E 580.2 msnm |           |                        | Modifica les dades a Wikidata |

## torre de defensa
| imatge | Nom                 | Ubicat a             | instància de     | Detalls | coordenades                                                                   | Protecció | Commons (més fotos) | Dades a WD                    |
| ------ | ------------------- | -------------------- | ---------------- | ------- | ----------------------------------------------------------------------------- | --------- | ------------------- | ----------------------------- |
|        | Torre Blanca        | Castelló de Farfanya | torre de defensa |         | 41° 49′ 23″ N, 0° 43′ 29″ E / 41.8229636803051°N,0.724711121819775°E 408 msnm |           |                     | Modifica les dades a Wikidata |
|        | Torre de la Muralla | Castelló de Farfanya | torre de defensa |         | 41° 49′ 17″ N, 0° 43′ 32″ E / 41.8214115366439°N,0.725464420741344°E 374 msnm |           |                     | Modifica les dades a Wikidata |

## Misc
| imatge | Nom                                                            | Ubicat a                                                                            | instància de                                   | Detalls                                                                                    | coordenades | Protecció                                            | Commons (més fotos)                                            | Dades a WD                    |
| ------ | -------------------------------------------------------------- | ----------------------------------------------------------------------------------- | ---------------------------------------------- | ------------------------------------------------------------------------------------------ | --- | ---------------------------------------------------- | -------------------------------------------------------------- | ----------------------------- |
|        | Ajuntament de Castelló de Farfanya                             | Castelló de Farfanya                                                                | casa consistorial                              | Estil: historicisme arquitectònic 19th century                                             | 41° 49′ 14″ N, 0° 43′ 39″ E / 41.820512°N,0.727382°E ca:Plaça Major, 1 326 msnm                                   | bé integrant del patrimoni cultural català           | Ajuntament de Castelló de Farfanya                             | Modifica les dades a Wikidata |
|        | Carrers del Pont, Torrent i Santa Maria                        | Castelló de Farfanya                                                                | carrer                                         | Estil: arquitectura popular                                                                | 41° 49′ 14″ N, 0° 43′ 43″ E / 41.820554°N,0.728725°E                                                              | bé integrant del patrimoni cultural català           |                                                                | Modifica les dades a Wikidata |
|        | Castell de Castelló de Farfanya                                | Castelló de Farfanya                                                                | castell                                        | 11st century                                                                               | 41° 49′ 17″ N, 0° 43′ 33″ E / 41.82136667°N,0.72576667°E ca:Tossal del Castell, Castelló de Farfanya 386 msnm     | bé d'interès cultural bé cultural d'interès nacional | Castell de Castelló de Farfanya                                | Modifica les dades a Wikidata |
|        | Castelló de Farfanya                                           | Castelló de Farfanya                                                                | entitat singular de població capital municipal | 543 hab                                                                                    | 41° 49′ 04″ N, 0° 43′ 37″ E / 41.81771382°N,0.72681337°E 327 msnm                                                 |                                                      |                                                                | Modifica les dades a Wikidata |
|        | Creu de la Santa Missió                                        | Castelló de Farfanya                                                                | creu de la Santa Missió                        |                                                                                            | 41° 49′ 09″ N, 0° 43′ 31″ E / 41.819216709543°N,0.725144821068766°E 369 msnm                                      |                                                      |                                                                | Modifica les dades a Wikidata |
|        | Escut del Conestable de Navarra sobre el portal de Santa Maria | Castelló de Farfanya                                                                | escut d'armes                                  | Estil: Renaixement                                                                         | 41° 49′ 12″ N, 0° 43′ 44″ E / 41.82002°N,0.728919°E                                                               | bé integrant del patrimoni cultural català           | Escut del Conestable de Navarra sobre el portal de Santa Maria | Modifica les dades a Wikidata |
|        | Font Ribera                                                    | Castelló de Farfanya                                                                | vèrtex geodèsic                                | Alt: 1.2m                                                                                  | 41° 49′ 42″ N, 0° 41′ 50″ E / 41.828334°N,0.697151°E 508.331 msnm                                                 |                                                      |                                                                | Modifica les dades a Wikidata |
|        | Molí de la Torre                                               | Castelló de Farfanya                                                                | molí d'aigua                                   |                                                                                            | 41° 49′ 48″ N, 0° 43′ 44″ E / 41.830031848999°N,0.72891046211745°E                                                |                                                      |                                                                | Modifica les dades a Wikidata |
|        | Murs, portal i arc del carrer Torrent                          | Castelló de Farfanya                                                                | muralla urbana                                 | Estil: arquitectura gòtica 15th century                                                    | 41° 49′ 18″ N, 0° 43′ 39″ E / 41.821697°N,0.727635°E ca:C. Sant Domènec - c. Costa, Castelló de Farfanya 329 msnm | bé d'interès cultural bé cultural d'interès nacional | Murs, portal i arc del carrer Torrent                          | Modifica les dades a Wikidata |
|        | Plaça Major i plaça de la Font                                 | Castelló de Farfanya                                                                | plaça                                          | Estil: arquitectura romànica arquitectura gòtica arquitectura barroca arquitectura popular | 41° 49′ 13″ N, 0° 43′ 39″ E / 41.820401°N,0.727581°E 325 msnm                                                     | bé integrant del patrimoni cultural català           | Plaça Major i plaça de la Font                                 | Modifica les dades a Wikidata |
|        | Pont sobre el Farfanya                                         | Castelló de Farfanya                                                                | pont                                           | Estil: arquitectura gòtica Travessa: riu de Farfanya                                       | 41° 49′ 14″ N, 0° 43′ 44″ E / 41.820684°N,0.729013°E ca:Carrer del Pont, Castelló 319 msnm                        | bé integrant del patrimoni cultural català           | Pont sobre el Farfanya                                         | Modifica les dades a Wikidata |
|        | Porta casa senyorial                                           | Castelló de Farfanya                                                                | edifici                                        | Estil: arquitectura barroca                                                                | 41° 49′ 13″ N, 0° 43′ 42″ E / 41.820366°N,0.728431°E                                                              | bé integrant del patrimoni cultural català           | Porta casa senyorial                                           | Modifica les dades a Wikidata |
|        | canal Algerri-Balaguer                                         | Noguera                                                                             | canal                                          | Llarg: 7.4km Superfície: 8000km²                                                           | 41° 49′ 46″ N, 0° 34′ 45″ E / 41.829553°N,0.5793°E                                                                |                                                      |                                                                | Modifica les dades a Wikidata |
|        | riu de Farfanya                                                | les Avellanes i Santa Linya Os de Balaguer Castelló de Farfanya Menàrguens Balaguer | curs d'aigua                                   | Desemboca: Segre Llarg: 35km                                                               | 41° 43′ 51″ N, 0° 45′ 52″ E / 41.7309°N,0.764358°E                                                                |                                                      | Farfanya River                                                 | Modifica les dades a Wikidata |